# Una fiesta pitufal
Una fiesta pitufal (en el francés original Une fête schtroumpfante) es la vigesimocuarta historieta de Los Pitufos escrita y dibujada por Peyo en 1983. 

## Trayectoria editorial
Originalmente publicada de forma seriada en 1983 en los números 2334 y 2335 de la revista Le Journal de Spirou. Más tarde apareció como complemento del álbum El bebé pitufo junto a El pitufo carpintero y La pintura pitufa.

## Trama
El brujo Gargamel averigua que los pitufos están organizando una fiesta, así que se disfraza de conejo para pedirles que lo inviten. Los pitufos reconocen a Gargamel inmediatamente, pero lo llevan (con los ojos vendados) a la Aldea Pitufa para darle una lección. El Gran Pitufo suelta una mezcla con base de almidón sobre Gargamel, que queda inmovilizado. La fiesta continúa hasta que una lluvia repentina disuelve la mezcla y Gargamel se libera. Sin embargo, un pitufo ata los pies de Gargamel a un cohete que lo lleva hasta el bosque, donde un zorro ve a Gargamel disfrazado de conejo y empieza a perseguirlo.